# 第14168號行政命令
第14168號行政命令《保護婦女免受性別極端主義侵害並為聯邦政府恢復生物學真相》（英語："Defending Women from Gender Ideology Extremism and Restoring Biological Truth to the Federal Government"），是美国第47任總統唐納·川普于2025年1月20日（即他第二次就职典礼当天）签署的一项行政命令。
该行政命令旨在撤销联邦政府对跨性别者的承认，要求联邦各部门将性别视为不可改变的男女二元（由“受孕时”的生理性别决定），并在其发布的材料中将“gender”一词替换为“sex”；停止所有对性别肯定治疗的资助和“性别意识形态”的推广；停止允许在护照等联邦文件上进行性別自我认同；禁止跨性别者使用与其性别相符的、由联邦政府资助的单性别机构。该命令还呼吁司法部长重新评估2020年博斯托克诉克莱顿县案的适用性，以便在联邦活动中不再基于性别认同提供《1964年民權法案》第七章的保护。
该行政命令的条款面临法律挑战，包括发布临时限制令，暂停向资助性别肯定治疗和推广“性别意识形态”的项目提供联邦资金，强制将跨性别囚犯转移到与其出生时指定性别相符的设施，禁止在护照上进行性别自我认同，并大规模删除疾病控制与预防中心、食品药品监督管理局、卫生与公众服务部发布的提及与“性别意识形态”相关主题的文件。

## 背景
2023年6月29日，时任总统候选人唐纳德·特朗普签署了由美国关心妇女组织（CWA）立法行动委员会起草的“总统对美国女性的承诺”（Presidential Promise to American Women）。据CWA主席彭妮·杨·南斯称，这是一项“向美国女性做出的承诺，明确指出只有两种性别，只有女性才能成为母亲和生育孩子，作为总统，他将保护我们的安全空间、更衣室、浴室、监狱、家庭暴力庇护所、医疗保健、教育，当然，还有，禁止生理男性参加女子体育比赛。”
特朗普在就任总统的首日签署了这项行政命令，与超过25项其他行政命令同时签署。特朗普政府的一名官员表示“这是第一步”，之后将对跨性别者实施更多限制。CWA认为特朗普的行政命令履行了他的总统就职承诺。

## 主要内容
该行政命令抨击所谓的“性别意识形态”，称其“用一种不断变化的自我评估性别认同概念取代了生理上的性别类别，允许男性可以认同自己是女性并因此成为女性，反之亦然的错误说法，并要求社会所有机构将这种错误说法视为真实”。该行政命令表示，将“通过使用清晰准确的语言和政策，承认女性在生物学上是女性，男性在生物学上是男性，从而捍卫妇女权利，保护良心自由”。
该行政命令还将“女性”和“男性”分别定义为“在受孕时属于产生大生殖细胞的性别的人”和“在受孕时属于产生小生殖细胞的性别的人”。
该行政命令规定：
- 联邦机构应使用“sex”而非“gender”，删除“宣传性别意识形态”的材料，并停止“资助性别意识形态”[2]:3(a), 3(e)
- 护照和签证等官方政府文件不再允许自我选择性别[2]:3(d)。惟已签发的文件不受影响，直至更新文件[13]。
- 跨性别者不应被关押在符合其性别认同的监狱中[2]:4(a)
- 聯邦監獄局暂停任何用于性别肯定治疗的联邦资金[2]:4(c)，并要求修改《监狱强奸消除法（英语：Prison Rape Elimination Act）》和重新解释《美国残疾人法》[14]。
- 联邦资金不再用于性别肯定治疗[15]。
- 司法部长提供指导，“以纠正最高法院在2020年博斯托克诉克莱顿县案中的判决对联邦机构活动中基于性别的区分的错误应用”[2]:3(f)。
- 撤销与本命令不一致的先前政策和联邦政府文件，包括要求在联邦工作场所使用与个人性别认同相符的姓名和代词的政策。

## 分析
部分人士（包括美国首位跨性别国会议员莎拉·麦克布莱德）推测，该命令可能被解读为将所有人定义为女性，因为男性基因在受孕后6至8周才会表达。Snopes称该说法有误，并援引最近的研究表明，所有胚胎最初都是女性的说法是错误的。相反，该网站的分析指出，由于该行政命令并未定义“属于”在确定一个人的性别方面的含义，因此该命令可以被解读为所有人不属于任何性别，或者所有人同时属于两种性别。在早期发育过程中，人类胚胎会同时发育出早期女性生殖道（即中肾旁管）和早期男性生殖道（即中肾管）。只有在发育的后期，男性或女性基因的表达才通常会导致其中一个生殖道进一步发育成男性或女性的生殖道，而另一个生殖道则被吸收。
该命令将女性定义为“在受孕时属于产生大型生殖细胞的性别的人”，而将男性定义为“在受孕时属于产生小型生殖细胞的性别的人”。由于遗传信号需要8到10周的时间才能刺激非中性生殖腺（即睾丸或卵巢）的发育，因此在受孕时无法确定胚胎最终会产生何种生殖细胞。该行政命令并不涵盖双性人。活动家艾丽西亚·罗斯·韦格尔认为该命令“试图否定我们的存在”。
玛莎·格森在《纽约时报》上撰文指出，该命令的限制，以及作为第14187号行政命令和第14183号行政命令部分实施的限制，构成了特朗普政府试图将跨性别者“非国籍化”的努力，就像1930年代德国的犹太人一样。

## 实施
该命令签署数小时后，特朗普政府删除了联邦政府网站上提及LGBTQ+资源的内容。
2025年4月，白宫新闻秘书卡罗琳·莱维特在回应一位向她询问无关信息的记者时表示“根据政策，我们不会回复简历中使用性別代名词的记者”。她后来表示“任何选择在简历中使用首選性別代名詞的记者显然不关心生物学现实或真相，因此不能相信他们会写出诚实的报道。”

### 国务院
2025年1月22日，国务卿马可·卢比奥指示国务院暂停所有寻求更改性别标记或非二元性别“X”性别标记的护照申请。截至2025年1月23日，国务院有关如何修改护照性别标记的网页已下线。据白宫发言人称，未过期的护照将继续有效，但新的申请必须遵守该命令，并根据出生时指定的性别填写。一些跨性别者还声称，在申请换发护照时，其既有护照被无限期扣押，且未获得任何形式的护照。
美国国务院的国际旅行警告将有关“LGBTQ+旅行者”的措辞替换为有关“LGB旅行者”的措辞，并删除了有关前往其他国家的跨性别旅行者所面临的特有问题的提及。
2月25日，卢比奥宣布，如果跨性别签证申请人在签证申请中填写的性别与出生时指定的性别不同，将被永久禁止进入美国；如果申请人在申请中填写了出生时指定的性别，但其家庭文件中填写的性别与出生时指定的性别不同，则他们的档案将被标记为“SWS25”以便追踪。该声明与第14201号行政命令被认为是针对跨性别女运动员的禁令的一部分，但据法律专家称，该命令的实际文本将适用于所有跨性别旅行者。

### 卫生与公众服务部
2025年2月1日，美国疾病控制与预防中心命令其科学家撤回其所有包含以下禁用术语且尚未发表的研究成果：“性别、跨性别者、孕妇、孕妇群体、LGBT、变性人、非二元性别者、非二元性别者、出生时指定为男性、出生时指定为女性、生物学上的男性、生物学上的女性”。世界卫生组织全球卫生法中心主任拉里·高思廷表示，该命令不仅相当于对政府雇员进行审查，也适用于普通公民。例如，如果一篇提交论文的主要作者为疾控中心工作，并从论文中撤回其署名，那么即使论文中仍有私人科学家的共同作者，该论文也会被删除。
美国疾控中心网站上所有关于跨性别者和性别认同的内容也被删除，包括关于为跨性别和非二元性别学生建立支持性环境的调查结果课程。美国疾控中心与其他联邦机构还指示其员工从电子邮件签名中删除性别代名词。
美国国家过敏和传染病研究所的《HIV语言指南》（HIV Language Guide）也被删除，该指南的背景介绍称其“旨在帮助NIAID工作人员以赋权而非歧视的语言进行交流”。
2月19日，妇女健康办公室推出了一个名为“保护妇女和儿童”的网站，其中用一页纸解释了该部门的跨性别政策，将一个人的性别定义为“一种不可改变的生物学分类”，严格由其生殖功能决定为男性或女性，并附上了保守派活动家莱利·盖恩斯解释新政策的视频。
2月26日，美国疾病控制与预防中心宣布将停止处理跨性别相关的身份数据。
2025年3月，美国国立卫生研究院的数百项拨款因包含针对性关键词而被终止，这些关键词包括与LGBT人群和/或生物医学背景下的性别认同相关的关键词。
2025年4月，由于该行政命令，至少有34家在线档案馆在其网站上发布了一份免责声明，内容为“本存储库正在接受审查，可能会根据政府指令进行修改”。
2025年6月，美国卫生与公众服务部从其2026年预算提案中取消了LGBTQ青少年拨打自杀与危机生命线（9-8-8）联系专业咨询师的“按3选项”。当月晚些时候，药物滥用和精神健康服务管理局宣布该服务于7月17日终止。当被问及拟议的预算削减时，行政管理和预算局的一位发言人表示，该青少年服务是一项“鼓励儿童接受激进性别意识形态的聊天服务”。
2025年7月，《柳叶刀》发表了一项调查，称在行政命令签署后的两个月内，大约一半的美国健康数据集被秘密地大幅修改，修改的目的是删除“宣传或以其他方式灌输性别意识形态”的信息。

### 司法部
人权战线和美国公民自由联盟表示，根据两组织收到的报告，跨性别女性将被转移到男子监狱，或被转移到单独监禁。人权战线的法律总监表示，尽管联邦政策发生变化，但允许囚犯获得性别肯定护理的法院命令仍然有效。数据显示，超过2,000名在联邦监狱中的跨性别者可能受到影响。由于该命令，联邦监狱局停止报告被监禁的跨性别者人数。
倡导者表示，该命令违反了2003年颁布的《监狱强奸消除法》。该法案要求跨性别囚犯必须根据具体情况进行安置，并要求联邦、州和地方监狱执行零容忍性侵犯政策。他们还认为该命令违反了《美国残疾人法》，指出该法案将性别焦虑症视为一种残疾。此外，该命令还违反了美国宪法第五修正案的正当程序条款和第八修正案禁止残酷和不寻常的惩罚的规定。
2025年2月24日，美国地区法官罗伊斯·兰伯斯暂时阻止将联邦监狱中的跨性别女性转移到男子监狱，并阻止她们接受激素治疗。这项临时限制令是对三名被监禁的跨性别女性于前一周提起的诉讼的回应。

### 情报部门
2025年2月18日，国土安全部情报与分析办公室从其政策手册中删除了禁止情报与分析办公室仅基于性取向或性别认同对人们进行监视的规定。
2月26日，国家情报总监图尔西·加巴德解雇了国家安全局100多名情报官员，原因是他们在群聊中讨论与偏好性别代名词、性别转换和多角恋相关的话题，调查人员认为这些话题“含有露骨的色情内容”。此后不久，这些官员的安全许可被撤销。

### 其他部门

#### 教育部
2025年2月，教育部宣布将修改联邦学生援助免费申请表，不再允许学生认定为非二元性别。

#### 住房和城市发展部
2025年2月7日，美国住房和城市发展部宣布将停止执行2016年一项禁止住房项目和庇护所空间中性别认同歧视的政策。根据住房和城市发展部部长斯科特·特纳的声明，废除该政策的目的是允许妇女庇护所实施禁止跨性别女性进入的禁令。

#### 内政部
美国国家公园管理局从其涵盖石墙国家纪念区、石墙暴动以及更广泛的LGBTQ+历史的网页上删除了所有提及跨性别者存在和跨性别者权利的内容，甚至将网站上的首字母缩略词“LGBTQ+”更改为“LGB”。美国国家公园管理局也在2025年2月更改了保利·默里家族故居网页上的首字母缩略词，此外还屏蔽了关于保利·默里的传记的公开浏览，该传记曾指出：“……我们确实认识到性别代词很重要。”

#### 退伍军人事务部
2025年6月，美国退伍军人事务部对其医院实施了新的指导方针，引用该命令允许医院根据个人的政治立场、婚姻状况和/或工会参与程度拒绝雇用或治疗个人。

#### 独立联邦机构
美国国家艺术基金会宣布，所有2026年的项目必须确保“符合适用于其奖项的所有法律、法规和政策要求”，其要求包括不得宣扬“性别意识形态”。
美国国家科学基金会编制了一份内部词汇表，其中列出了研究论文、拨款申请或其他相关文件中出现的词汇。词汇表所列入的词汇将有项目标记，并对其资金进行审查。触发审查的词汇包括“性别”、“LGBT”和“女性”等。
美国国家航空航天局删除了与LGBTQ+员工资源团体和组织多样性相关的网页。据员工称，该局已口头告知员工，任何在工作场所展示LGBTQ+标志（例如骄傲旗帜）的行为都将导致被停职。
该命令发布后不久，公平就业机会委员会代理主席表示，将不再允许在提起歧视指控的人中使用“X”性别标记。2025年2月中旬，平等就业机会委员会停止调查所有针对跨性别者就业歧视的新指控，并驳回了现有指控。
2025年2月，美国人事管理局宣布，根据联邦雇员健康福利计划为联邦雇员提供健康保险的保险公司必须在其保险表格上仅提供两种性别选项（即男性和女性）。
美国社会保障署删除了其关于性别认同和更改性别认同的页面。该局尚未回应就其现行政策置评的请求。2025年1月31日发出的一条内部消息指示员工不要接受或处理社会保障记录中性别标记的更改，该指示立即生效。

### 非政府组织
2025年2月7日，美国国家失踪与受虐儿童中心宣布，为遵守行政命令，该中心将从面向公众的材料中删除所有提及跨性别者的内容。此后不久，强奸、虐待和乱伦全国网络也同样从其面向公众的材料中删除了对跨性别者的提及。

## 法律挑战

### 监狱
2025年1月26日，由GLBTQ法律倡导者和捍卫者组织和全国女同性恋权利中心代表的一名被监禁的跨性别女性向美国马萨诸塞联邦地区法院提起诉讼，案件名为莫伊诉特朗普案，指控跨性别囚犯的强制转移和变性违反了正当程序条款、宪法第八修正案关于不得遭受残酷和不寻常的惩罚的保护以及1973年康复法。2025年1月30日，地区法官乔治·A·奥图尔公布此案，并透露他已发布临时限制令，禁止转移该女性或阻止其接受性别肯定治疗。这些组织继续代表另外三名跨性别囚犯提起进一步诉讼，其中两人曾在男子监狱中遭受性侵犯。2025年2月4日，地区法官罗伊斯·兰伯斯根据宪法第八修正案的规定，对该条款发出临时限制令。
2025年3月7日，跨性别法律中心和美国公民自由联盟代表三名因特朗普行政命令条款而被剥夺接受处方激素治疗的跨性别者，向美国哥伦比亚特区联邦地区法院提起集体诉讼，起诉名为“王国诉特朗普案”（Kingdom v. Trump）。2025年6月3日，法官罗伊斯·兰伯斯批准一项初步禁令，禁止所有被监禁在监狱管理局设施中且被医学诊断为性别焦虑症的人员执行该行政命令。

### 护照申请
2025年2月7日，美国公民自由联盟在马萨诸塞州提起诉讼，质疑根据该命令对护照登记政策所做的更改，指控其违反了《行政程序法》（未就申请表相关更改提供惯常的通知和意见征求期）、《宪法第一修正案》（将性别认同视为受保护的表达）、《正当程序条款》和《平等保护条款》，并且构成了对行动自由的限制。奥尔诉特朗普案的初步禁令听证会于2025年3月25日在马萨诸塞州联邦地区法院举行。
2025年4月18日，地区法官朱莉娅·科比克发布一项初步禁令，停止对六名原告执行该命令，称该命令基于表现出“对跨性别美国人的非理性偏见”的敌意，因此违反了“宪法对所有美国人平等保护的承诺”。2025年6月17日，科比克批准一项集体诉讼认证，通过将临时限制令扩大到所有寻求获得带有“X”性别标记或与其生理性别不符的护照的美国人，有效地在全国范围内暂停该政策。

### 删除文件
2025年2月13日，在美国医生组织提起诉讼后，法官约翰·贝茨发布一项临时限制令，要求美国疾病控制与预防中心、美国食品药品监督管理局和美国卫生与公众服务部恢复其已根据该命令撤回的网页。然而，恢复的网页被修改并添加了免责声明，声明“本网页上宣传性别意识形态的信息极其不准确，且与性别有两种——男性和女性——这一不变的生物学事实脱节”。

### 公民权利
2025年2月19日，民权组织全国都市联盟、全国公平住房联盟和芝加哥艾滋病基金会提起联邦诉讼，质疑第14168、14151 和14173号行政命令中对多元、平等和包容和无障碍设施的攻击。此次案件名为“全国都市联盟诉特朗普案”，由Lambda Legal和法律辩护基金作为代理人。
2025年2月20日，九个支持LGBTQ和HIV感染者群体的非营利组织提起诉讼，即旧金山艾滋病基金会诉特朗普案，公开质疑第14168、14151和14173号行政命令。案件由Lambda Legal作为代理人。

### 言论自由
2025年3月6日，四家支持跨性别和非二元性别艺术及艺术家的艺术组织对美国国家艺术基金会提起诉讼。该起名为“罗德岛拉丁裔艺术组织诉美国国家艺术基金会”的诉讼认为，美国国家艺术基金会禁止资助推广“性别意识形态”的行为违反了宪法第一修正案和第五修正案赋予的权利。案件由美国公民自由联盟作为代理人。

### 联邦资金
2025年3月1日，法官劳伦·金阻止了行政命令中旨在削减“宣传性别意识形态”项目的联邦资金以及停止向为未成年人提供性别肯定治疗的医疗保健提供者提供联邦资金的部分。

## 反应

### 机构

#### 支持
关注家庭组织主席吉姆·戴利发表声明支持该行政命令，表示“我们早就应该努力重新确立两种性别的排他性……”。美国家庭协会称赞这一变化是“承认事实”的变化。捍卫自由联盟表示，这项命令是“向现实和常识180度的转变”。反对跨性别权利的美国排他性激进女权组织妇女解放阵线将该行政命令视为一项“重大胜利”。

#### 反对
该行政命令被女权主义者、LGBTQ+和民权组织广泛谴责为“极端主义”。据《新共和》报道，该行政命令“充斥着右翼势力普遍存在的关于性别和性取向的阴谋论”。美国公民自由联盟的蔡斯·斯特兰吉奥称，该行政命令旨在将跨性别者从公民和公共生活中清除出去。该联盟誓言将“尽一切可能”将特朗普政府告上法庭，以捍卫LGBTQ+的权利。
人权战线主席凯利·罗宾逊表示“今天针对LGBTQ+群体的预期行政行动除了伤害我们的家庭和社区之外没有其他目的”，并且“我们将竭尽全力反击这些有害的条款”。跨性别平等倡导者表示将继续保护国家跨性别者的权利。南加州亚裔美国人促进正义组织也表达了就该命令“对抗一切形式的仇恨和歧视”的意图。
全国妇女组织谴责特朗普“疯狂发布极端主义行政命令”和“羞辱记分卡”，称其“残忍至极，不符合常识，将人们置于真正的危险之中”。全国犹太妇女委员会和Keshet发表联合声明，谴责特朗普针对LGBTQ+群体的行为“试图抹去联邦政府对跨性别者的承认”，并表示这些行动旨在灌输仇恨，承诺将采取法律行动。
该行政命令的断言被认为与包括美国医学会在内的专家团体的裁定相矛盾，美国医学会认为性别认同是一个范围，而不是“不可改变的男性-女性二元”。
2025年2月，463名艺术家签署信函，要求国家艺术基金会取消对宣传DEI或“性别意识形态”项目的资助限制。

### 政客和民选公职
马里兰州总检察长安东尼·布朗发表声明谴责该命令，称该命令将威胁人们的生命。布朗的目标是“保护所有马里兰州人，尤其是边缘化社区的成员，并希望我们州的跨性别居民知道他们属于这里及重要性，我们的办公室将为他们的权利和安全而战。”

### 国际反应
据美国之音报道，该命令在非洲各地引起了不同的反应。保守派对此表示欢迎，而同性恋权利活动家则予以谴责。
加拿大人权组织和活动人士对该命令作出回应，呼吁跨性别者和非二元性别者免受《安全第三国协议》的约束（该协议禁止庇护申请者在抵达美国后在加拿大提出申请）。